# 田中完
田中 完（たなか かん、1964年2月3日 - ）は、日本の舞台俳優、声優。81プロデュース所属。東京都中野区出身。

## 人物
専修大学中退。
鈴置洋孝プロデュースの舞台に多数出演。鈴置洋孝追悼公演では『煙が目にしみる』の野々村浩介役を鈴置に代わって演じた。
納谷六朗の死後、『きかんしゃトーマス』で4代目トップハム・ハット卿役を務めた（2014年 - 2022年、第18期第11話 - 第24期）。
趣味・特技は居合道三段（夢想神伝流）、野球。

## 出演
太字はメインキャラクター。

### テレビアニメ
1998年
- 発明BOYカニパン（1998年 - 1999年、シュウ博士、司会者、ガーディアン） - 2シリーズ
- るろうに剣心 -明治剣客浪漫譚-（県令、重臣、水一族の長、将校、男）

1999年
- GREGORY HORROR SHOW THE LAST TRAIN（ボーンヘッド）
- 爆球連発!!スーパービーダマン（ドクター）

2000年
- KAIKANフレーズ（監督、事務所社長）
- ゾイド -ZOIDS-（マスター、神父、老人 他）
- 装甲救助部隊レストル（部下）
- だぁ!だぁ!だぁ!（2000年 - 2002年、宅配員、駒田玉恵、鋼鉄人間、キャスター、SPの男、ホテちゃん 他）
- ドッとKONIちゃん（本左衛門、紫の男、ナレーション、手須田）
- ポケットモンスター（リングマ、職員）

2001年
- カスミン（衛士）
- 鋼鉄天使くるみ2式（総理大臣）
- サラリーマン金太郎（黒崎、課長、運転手、山本 他）
- ジーンシャフト（元老院・エーヴェルス）
- ゾイド新世紀スラッシュゼロ（ジャンク屋、アルタイルの客、店主、役員）
- ノワール（ソン、医者、情報屋、要人、老人、運転手）
- パラッパラッパー（2001年 - 2002年、銀行員、オヤジ、守衛）

2002年
- アソボット戦記五九（フリガンズA）
- デュエル・マスターズ（2002年 - 2010年、理事B、Dr.ルート〈仮面の男〉、ルーペット、サザンクロス、トーイの父 他） - 7シリーズ
- .hack//SIGN（呪紋使い）
- NARUTO -ナルト-（イワナ）
- 爆闘宣言ダイガンダー（男）
- ヒートガイジェイ（カルロじいさん）
- ぷちぷり*ユーシィ（歴史の先生、医者）
- まほろまてぃっく〜もっと美しいもの〜（幹部A）
- ロックマンエグゼ（2002年 - 2006年、技師長、上司、親方、村長） - 3シリーズ

2003年
- AVENGER（事務官、科学者B）
- 最遊記RELOAD（明珍）
- 魁!!クロマティ高校（運転手）
- 獣兵衛忍風帖 龍宝玉篇（村人、侍B）
- .hack//黄昏の腕輪伝説（医師A）
- ポケットモンスター アドバンスジェネレーション（ハナビシ）
- まぶらほ（森校長）

2004年
- アガサ・クリスティーの名探偵ポワロとマープル（レッド・ナーキー）
- 今日からマ王!（不良C）
- ゾイドフューザーズ（マスター、メインパイロット、委員長）
- 鉄人28号（同僚A）
- テニスの王子様（ラーメン屋のオヤジ）
- 光と水のダフネ（医師B）
- 火の鳥（職員）
- MADLAX（ブライアン）
- MEZZO -メゾ-（多根梨社長）
- モンキーターン（乙部教授）

2005年
- ああっ女神さまっ（2005年 - 2006年、角田教授、石井） - 2シリーズ
- ガラスの仮面（黒岩）
- 銀牙伝説WEED（フック）
- 極上生徒会（社長）
- 新釈 眞田十勇士（松沢の老爺）
- スターシップ・オペレーターズ（ハンス・ゲオルグ・ヘルマン）
- ゾイドジェネシス（ジンゴ）
- ツバサ・クロニクル（2005年 - 2006年、神像） - 2シリーズ
- トリニティ・ブラッド（執事、官房司祭）
- ハチミツとクローバー（教授A）
- まじかるカナン（アナウンサーの声、外人教師）
- 南の島の小さな飛行機 バーディー（スタンリー）
- MAJOR（横浜の二軍監督、海堂高校の職員、ボルテック、ドミニカ監督、コルドバ、キューバ監督 他）
- MÄR-メルヘヴン-（カルデア長老、村人）
- 雪の女王（街の人、アマンダの子分）

2006年
- ガラスの艦隊（ニコラウス）
- スーパーロボット大戦OG -ディバイン・ウォーズ-（ショーン・ウェブリー）
- ぜんまいざむらい（ロシア人、野良犬）
- D.Gray-man（タップ・ドップ）
- パンプキン・シザーズ（大祖父）
- 武装錬金（士官）

2007年
- 機神大戦ギガンティック・フォーミュラ（バウザ）
- 灼眼のシャナ シリーズ（2007年 - 2012年、“啓導の籟”ケツアルコアトル） - 2シリーズ
- スカイガールズ（大戸代治）
- のだめカンタービレ（大川総太郎）
- ふしぎ星の☆ふたご姫 Gyu!（ノーチェパパ）

2008年
- 狂乱家族日記（老人→去渡去彦）
- ゴルゴ13（2008年 - 2009年、キャンベル、アンドレ・D・ルノー、刑事）
- スケアクロウマン（記者A）
- 絶対可憐チルドレン（中村、学長）
- 全力ウサギ（審判）
- TYTANIA -タイタニア-（ヘラウァー）
- 鉄腕バーディー DECODE（刑事）
- テレパシー少女 蘭（留衣の父）
- 無限の住人（篭屋）
- 流星のロックマン トライブ（オガムー）

2009年
- エレメントハンター（研究員）
- CANAAN（国務長官）
- グイン・サーガ（カースロン）
- それいけ!アンパンマン（チンゲンサイ〈2代目〉）
- PandoraHearts（クモ型トランプ）

2011年
- スーパーロボット大戦OG -ジ・インスペクター-（ショーン・ウェブリー）
- バクマン。（2011年 - 2013年、矢作副編集長〈2代目〉） - 2シリーズ
- 花咲くいろは（日渡謙治）
- へうげもの（加藤景延、酒井忠次、秋月種実）
- 魔乳秘剣帖（双六）

2012年
- CØDE:BREAKER（警察官）
- 超速変形ジャイロゼッター（市長）
- プリティーリズム・オーロラドリーム（実況）
- ヨルムンガンド（クロト）

2013年
- THE UNLIMITED 兵部京介（時計店主人）

2014年
- 白銀の意思 アルジェヴォルン（ゴルジ）
- ポケットモンスター XY（男性）
- 魔法科高校の劣等生（牛山）

2015年
- 境界のRINNE（虎丸）
- 食戟のソーマ（2015年 - 2018年、鶏卵の徳蔵、猟師） - 2シリーズ
- プラスティック・メモリーズ（岩井ハジメ）

2016年
- アクティヴレイド -機動強襲室第八係- 2nd（村上議員）
- カードファイト!! ヴァンガードG ストライドゲート編（父親）
- 機動戦士ガンダム 鉄血のオルフェンズ（アリウム・ギョウジャン）
- 最弱無敗の神装機竜（ゾグァ・シャルトスト）
- シュヴァルツェスマーケン（ゲオルグ・リーベルト）
- ねじ巻き精霊戦記 天鏡のアルデラミン（アルシャンクルト・キトラ・カドヴァンマニニク）
- プリパラ（庭師）

2017年
- 名探偵コナン（唐橋耕造）
- 霊剣山 叡智への資格（王富貴）
- 笑ゥせぇるすまんNEW（松岡、課長、ディレクター、老人、課長）
- スナックワールド（バーザーカー）
- トミカハイパーレスキュー ドライブヘッド 機動救急警察（御子柴）
- 魔法陣グルグル（フェイフェイ）
- コンビニカレシ（校長）
- THE REFLECTION（クラレンス）

2018年
- ポチっと発明 ピカちんキット（オヤジ）
- メジャーセカンド（谷川イーグルス 監督）
- ゴールデンカムイ（フチの弟）
- キラキラハッピー★ ひらけ!ここたま（こずえの父）
- 転生したらスライムだった件（傍仕え）

2019年
- 荒野のコトブキ飛行隊（サブじい）
- ワンパンマン（ハラギリ）
- 叛逆性ミリオンアーサー（トニー）

2020年
- バビロン（ジレ・アッカン）
- イエスタデイをうたって（川島）
- とある科学の超電磁砲T（所長）

2021年
- ゆるキャン△ SEASON2（男性客）

2022年
- 忍の一時（森山光蔵）

2023年
- MIX MEISEI STORY 2ND SEASON 〜二度目の夏、空の向こうへ〜（勢南部長先生）
- アイドルマスター ミリオンライブ！（おじいちゃん）

### 劇場アニメ
- 劇場版 ああっ女神さまっ（2000年、石井）
- 劇場版 NARUTO -ナルト- 大活劇!雪姫忍法帖だってばよ!!（2004年、鰤金斗）
- 劇場版デュエル・マスターズ 闇の城の魔龍凰（2005年、Dr.ルート）
- 劇場版デュエル・マスターズ 黒月の神帝（2009年、Dr.ルート）
- 劇場版デュエル・マスターズ 炎のキズナXX!!（2010年、Dr.ルート）

### OVA
1999年
- Weiß kreuz
- 快刀乱麻 THE ANIMATION（役人）
- 菜々子解体診書（兵士）

2000年
- 銀河英雄伝説外伝 決闘者
- 銀河英雄伝説外伝 奪還者
- 銀河英雄伝説外伝 第三次ティアマト会戦
- 真ゲッターロボ対ネオゲッターロボ（司令官、大臣）

2001年
- まんがビデオ 墓場鬼太郎（たんたん坊）
- さばくの国の王女さま
- ぷにぷに☆ぽえみぃ（アナウンサー）

2002年
- .hack//Liminality（警備員A）
- ふたりエッチ（フロア長）
- マジンカイザー（鉄仮面隊長）

2004年
- 一撃殺虫!!ホイホイさん（薬局の店長）
- 新ゲッターロボ（黒服の男、所員、武将、ヤクザ 他）

2005年
- スーパーロボット大戦ORIGINAL GENERATION THE ANIMATION（連邦軍司令部副指令）
- フリクリ（駅構内放送）

2006年
- スカイガールズ（大戸）

### Webアニメ
- 亡念のザムド（2008年、高官A）
- ガンダムビルドダイバーズRe:RISE（2019年 - 2020年、トノイ） - 2シリーズ

### ゲーム
2002年
- アンリミテッド:サガ（トマス、バースト）

2003年
- 第2次スーパーロボット大戦α（ネオジオン兵）

2005年
- 龍が如く

2004年
- スーパーロボット大戦GC（レジスタンス）

2006年
- スーパーロボット大戦XO（レジスタンス）
- 地球防衛軍3（本部）

2007年
- スーパーロボット大戦OG ORIGINAL GENERATIONS（ショーン・ウェブリー）

2012年
- 第2次スーパーロボット大戦OG（ショーン・ウェブリー）
- 第2次スーパーロボット大戦Z 再世篇（FB隊員）

2013年
- 地球防衛軍4（本部）

2014年
- 第3次スーパーロボット大戦Z 時獄篇

2015年
- 地球防衛軍4.1 ザ・シャドウ・オブ・ニュー・ディスペアー（本部）

2016年
- スーパーロボット大戦OG ムーン・デュエラーズ（ショーン・ウェブリー）
- ベルセルク無双（ユービック、拷問官）

2019年
- スーパーロボット大戦X-Ω（ショーン・ウェブリー）
- デュエル・マスターズ プレイス（Dr.ルート）

2022年
- SDガンダム バトルアライアンス（GR隊・3号機隊員、デラーズ・フリート指揮官B、ギャラルホルン兵A・C）

### デジタルコミック
- それでも町は廻っている（2013年、荒井和豊）

### 吹き替え

#### 映画
- アクシデンタル・スパイ
- アサルト13 要塞警察 ※テレビ朝日版
- インセプション
- カリフォルニア・ダウン（ローレンス〈ポール・ジアマッティ〉）
- サハラ 死の砂漠を脱出せよ
- 大統領の執事の涙（ジェームズ・ホロウェイ〈レニー・クラヴィッツ〉）※BSジャパン版
- チルドレン・オブ・ホァンシー 遥かなる希望の道（バーンズ〈デヴィッド・ウェンハム〉）
- DENGEKI 電撃 ※ソフト版
- ハイテクサンタがやってきた
- 裸足の1500マイル
- バレンタインデー（ハリソン〈パトリック・デンプシー〉）
- フィオナが恋していた頃
- メラニーは行く!
- リトル・ダンサー
- レッドナイト

#### ドラマ
- エテルナウタ（タノ〈セサル・トロンコーソ〉
- グッド・ワイフ（バークス判事）
- 殺人を無罪にする方法（エメット・クロフォード〈ティモシー・ハットン〉 他）
- 太陽を抱く月（シム・サン）
- LAW&ORDER:クリミナル・インテント（ロン・カーバー〈コートニー・B・ヴァンス〉）
- 私の期限は49日

#### アニメ
- きかんしゃトーマス（トロッターさん、トップハム・ハット卿、初老の男性）※テレビ東京版、NHK版
  - きかんしゃトーマス 勇者とソドー島の怪物
  - きかんしゃトーマス トーマスのはじめて物語
  - きかんしゃトーマス 探せ!!謎の海賊船と失われた宝物
  - きかんしゃトーマス 走れ!世界のなかまたち
  - きかんしゃトーマス とびだせ!友情の大冒険
  - きかんしゃトーマス Go!Go!地球まるごとアドベンチャー
  - きかんしゃトーマス チャオ!とんでうたってディスカバリー!!
  - きかんしゃトーマス おいでよ!未来の発明ショー!
  - トーマスのヒミツ旅（ゴードン）
- ボブとはたらくブーブーズ NEWプロジェクト（エリス〈2代目〉）
- ミュータント タートルズ（エンティティ）

### ボイスオーバー
- 日立 世界・ふしぎ発見!

### テレビドラマ
- 確証〜警視庁捜査3課（田村喜一郎）
- スケバン刑事
- 特捜最前線

### 映画
- お天気お姉さん
- 玄海つれづれ節
- 極道の門
- ちょうちん
- 東京魔悲夜
- みたまを継ぐもの（2009年、制作：アーツエイハン ）

### 特撮
- 忍風戦隊ハリケンジャー（2002年、結界忍者ケッカイ坊の声）
- 爆竜戦隊アバレンジャー（2003年、トリノイド17号ショホウセンカメレオンの声）
- 魔進戦隊キラメイジャー（2020年、SL邪面の声[15]）

### 舞台
鈴置洋孝プロデュース作品
- 煙が目にしみる
- スターダスト
- 見果てぬ夢
- 誰かが誰かを愛してる
- 思い出のサンフランシスコ
- ムーンリバー
- 愛さずにはいられない
- この素晴らしき世界

雷電
- 雷電支度部屋
- 雷電披露宴

その他作品
- Q-あなたはだぁれ?-

### シリーズ一覧
1. ↑  『発明BOYカニパン』（1998年）、続編『超発明BOYカニパン』（1999年）
2. ↑  『デュエル・マスターズ』（2002年 - 2003年）、『デュエル・マスターズ チャージ』（2004年）、『新星輝デュエル・マスターズ フラッシュ』（2006年）、『ゼロ デュエル・マスターズ』（2007年）、『デュエル・マスターズ ゼロ』（2007年）、『デュエル・マスターズ クロス』（2008年 - 2009年）、『デュエル・マスターズ クロスショック』（2010年）
3. ↑  第1シリーズ（2002年）、第3シリーズ『Stream』（2005年）、第4シリーズ『BEAST』（2006年）
4. ↑  第1期（2005年）、第2期『それぞれの翼』（2006年）
5. ↑  第1期（2005年）、第2期（2006年）
6. ↑  第2期『II(Second)』（2007年）、第3期『III-FINAL-』（2012年）
7. ↑  第2期（2011年 - 2012年）、第3期（2012年 - 2013年）
8. ↑  第1期（2015年）、第3期後半『餐ノ皿 遠月列車篇』（2018年）